# Лисянський Марк Самійлович
Марк Самійлович Лисянський (нар. 31 грудня 1912 (13 січня 1913), Одеса — пом. 30 серпня 1993, Москва) — радянський поет.
Автор гімну Москви.

## Біографія
Народився в Одесі, в сім'ї портового вантажника. Через півроку сім'я переїхала до Миколаєва.
У 1932 році Лисянський вступив до Московського інституту журналістики і провчився там до 1934 року. Після закінчення інституту він влаштувався на роботу в київську газету «Комсомолець України», а потім у іванівську обласну газету «Ленінець». Після проходження строкової військової служби в Ярославлі (23-й окремий інженерний батальйон) він там же і залишився жити, вступив в партію (1938), працював в обласній молодіжній газеті «Сталінська зміна». Весь цей час він писав вірші. Деякі з них в 1939 році увійшли до збірки поетів Ярославля «Наші люди», а в 1940 році вийшов його перший самостійний збірник «Берег» (3000 примірників). На цю збірку в «Літературній газеті» була написана похвальна рецензія Я. В. Смелякова.
У 1938 році вступив в партію. Публікувався в обласній газеті «Північний робітник», редактором якої тоді був став йому вчителем І. В. Лопатін. Потім влаштувався в штат обласної молодіжної газети «Сталінська зміна», що переживала важкі часи після репресій. Писав вірші, частина з яких була опублікована в 1939 році в збірнику ярославських поетів «Наші люди».
Працював в багатьох редакціях обласних газет Іванова, Ярославля та інших міст Росії.
Зі своєю майбутньою дружиною — Копоруліною Антоніною Федорівною — Марк Самойлович Лисянський познайомився в приміському поїзді по дорозі у відрядження. Сталося це знайомство 4 липня 1940, Антоніна Федорівна на той момент була двадцятирічною студенткою і вчилася на третьому курсі Ярославського педагогічного інституту.
Під час Німецько-радянської війни був на фронті редактором дивізійної газети «В бой за Родину», спеціальним кореспондентом армійських та фронтових газет.
В останні роки поет жив і працював у письменницькому селищі Красновідово.
Помер на світанку 30 серпня 1993 року. Похований у Москві на Ваганьковському кладовищі.
Після кончини Марка Самойловича його вдова Антоніна Федорівна Копоруліна-Лисянська видала «Провінційні розповіді» Лисянського (М .: Російська Книга, 2004, 222 с.).

## Поет і Миколаївщина
1914 року сім'я поета переїхала до Миколаєва. У 1924 газеті «Червоний Миколаїв» вперше був опублікований уривок з його вірша, присвяченого пам'яті Леніна. У Миколаєві навчався в семирічній школі фабрично-заводського учнівства.
У 1929—1932 роках працював у міднокотельном цеху Миколаївського суднобудівного заводу бляхарем, потім судновим розмітником. При заводі діяло літературне об'єднання «Шків», у якому займався Лисянський. Там же він познайомився з поетом Едуардом Багрицьким.
Публікації віршів у миколаївських газетах:
- Лисянский, М. С. Новые стихи / М. С. Лисянский // Южная правда. — 1981. — 15 янв.
- Лисянский, М. С. Из новой книги стихов / М. С. Лисянский // Южная правда. — 1983. — 13 янв.
- Лисянский, М. С. Из новых стихов / М. С. Лисянский // Южная правда. — 1986. — 4 дек.
- Лисянский, М. С. Впервые: из новых стихов / М. С. Лисянский // Південна правда. — 1986. — 28 берез.
- Лисянский, М. С. Южный Буг; Воспоминания: стихи / М. Лисянский // Южная правда. — 1987. — 30 июля.
- Лисянский, М. С. Со мною время молодое: стихи / М. С. Лисянский // Ленінське плем'я. — 1988. — 7 лют.
- Лисянский, М. С. Пушкин в Николаеве: стихотворение / М. С. Лисянский // Южная правда. — 1989. — 21окт.
- Лисянский, М. С. Из новых стихов / М. С. Лисянский // Южная правда. — 1990. — 4 окт. — С.
- Лисянский, М. С. Стихи / М. С. Лисянский // Южная правда. — 1993. — 23 янв.
- Лисянский, М. С. Эпилог к моей книге «Одна мелодия»: стихотворение / М. С. Лисянский // Южная правда. — 1993. — 21 авг.
- Лисянский, М. С. Мне надо жить: стихи / М. С. Лисянский // Вечерний Николаев. — 1993. — 4 сент. — С. 2.
- Лисянский, М. С. Стихи / М. С. Лисянский // Южная правда. — 1996. — 8 окт.
- Лисянский, М. С. Весеннее стихотворение; Всевышний / М. С. Лисянский // Южная правда. — 2000. — 7 июля. — С. 3.
- Лисянский, М. С. Корабелы; Детство; Я приезжаю в город Николаев: стихи / М. С. Лисянский // Вечерний Николаев. — 2002. — 14 янв. — С. 3.
- Лисянский, М. С. Я приезжаю в город Николаев… : стихи / М. С. Лисянский // Вечерний Николаев. — 2004. — 14 янв.
- Лисянский, М. С. «И город Николаев был со мной !» / М. С. Лисянский // Южная правда. — 2008. — 31 янв. — С. 5.

## Літературна діяльність
Перша збірка віршів Лисянського «Берег» вийшов трьохтисячна тиражем в 1940 році в Ярославлі. Поет отримав похвальну рецензію Я. В. Смелякова в «Літературній газеті».
Автор збірок: «Моя земля», «Фронтовая весна» (1942), «От имени Черного моря» (1947), «Золотая моя Москва» (1951), «Всегда с нами»(1955), «Друзьям и товарищам»(1958), «За весной — весна» (1959), «Здравствуй» (1962), «Почта полевая» (1963), «Дивный город» (1965), «Сигнальный огонь» (1983), «Напутствие» (1987), «Преодоление» (1988), «Одна мелодия» (1992)
Публікації:
- Берег. Стихи. — Ярославль, 1940.
- Моя земля. Стихи. — Ярославль, 1942.
- От имени Чёрного моря. 1941—1945. — Ярославль, 1947.
- Всегда с нами. Стихи (о В. И. Ленине). — М., 1955.
- Стихи и песни. — Ярославль, 1955.
- Друзьям и товарищам. Стихи. — М., 1958.
- За веной весна. Стихи. — М., 1959.
- Здравствуйте! Новая книга стихотворений. — М., 1962.
- Почта полевая. Стихи и песни. — М., 1963.
- Дивный город. — М., 1965.
- Такое время. Стихи. — М., 1968.
- Лучшие годы мои. Избранная лирика. — М., 1971.
- Сквозь ветры беспокойные. Стихотворения и песни. Повесть в стихах. — М., 1974.
- Моя акация. Стихи. — М., 1975.
- За горами, за лесами. — М., 1976.
- Города, города… — М., 1978.
- Спасибо. — М., 1981.
- Сигнальный огонь. Новая книга стихотворений. — М., 1983.
- Навсегда. Стихи. — М., 1987.
- Напутствие. Новая книга стихотворений. — М., 1987.
- Преодоление. Стихи. — М., 1988.
- Одна мелодия. Новая книга стихотворений. — М., 1992.
- Диалог. Стихи последних лет. — М., 1996

В 1983 році у видавництві «Художественная литература» були видані «Избранные сочинения в двух томах».
Перу Лисянського належить також жартівливий вірш «Космонавт приходить до Ілліча», де розказано про зустріч підкорювача космосу з повсталим з мавзолею вождем.
Автор текстів популярних пісень «Моя Москва» (з 1995 р. — гімн Москви), «Осенние листья», «Годы». Багато віршів присвятив Миколаєву.
Член спілки письменників Російської Федерації.

## Воєнні роки
Коли почалася німецько-радянська війна, відповідальний секретар Ярославського відділення Спілки радянських письменників В. А. Смирнов, зарахований в армію, передав справи Лисянському. Але Лисянський, пробувши на цій посаді всього кілька днів, записався добровольцем у формовану в Ярославлі двісті сорок третього стрілецьку дивізію; був призначений командиром саперного взводу. 16 липня 1941 дивізія була відправлена на Західний фронт.
Влітку 1941 року, в складі дивізії, Лисянський взяв участь у Смоленському бої. Наприкінці літа в ході ворожої бомбардування він був контужений, але повернувся в стрій. Ще через деякий час на нічних заняттях з бойової підготовки саперів Лисянський зламав ногу, провалившись у вовчу яму в лісі.
Після лікування в госпіталі в Ярославлі, в листопаді 1941 року Марк Самойлович був направлений назад у свою дивізію, яка в цей час воювала на Калінінському фронті, беручи участь у битві за Москву.
Під час проїзду через столицю у поета народився вірш «Моя Москва», в 1942 році покладений на музику Ісаака Дунаєвського; пісня здобула всенародну популярність, а в 1995 році стала офіційним гімном Москви.
Через сильну кульгавість Лисянський не міг залишатися сапером і був призначений працівником дивізійної газети «В бій за Батьківщину», а згодом її головним редактором. Був також спеціальним кореспондентом ряду фронтових видань.
На прохання командування двісті сорок третього стрілецької дивізії він в 1942 році склав вірші до пісні «Ярославська дивізія в бій за Батьківщину йде». Інші твори Лисянського, написані у воєнні роки, увійшли до збірок «Моя земля» (1942), «Фронтова весна», «Від імені Чорного моря» (1947). У 1943 році в дивізії з'явилася дружина Лисянського — вона була коректором газети «В бій за Батьківщину» і радисткою. Двісті сорок третя стрілецька дивізія брала участь у Сталінградській і Курській битвах і в Нікопольско-Криворізької операції.
Влітку 1944 року Лисянський став одним із чергових редакторів газети «Захисник Вітчизни» сорок третього армії; туди ж була переведена і його дружина. 43-я армія пройшла Східну Пруссію і Померанію, закінчивши війну під Данцигом. Після Перемоги Лисянський побував і в поваленому Берліні.
Майже до кінця 1946 року разом з дружиною у складі Північної групи військ перебував у польському місті Легніці, де працював спеціальним кореспондентом газети «Прапор перемоги».
Після завершення німецько-радянської війни перебрався з дружиною до Москви, став автором книги віршів про Леніна «Завжди з нами», «Назавжди»; поетичних збірок «Моя земля», «Золота моя Москва», «За навесні весна», «Такий час», «За горами, за лісами», «Спасибі», поеми «Петя Клипа».

## Нагороди і почесні звання
Нагороджений орденами Трудового Червоного Прапора, Дружби народів, Вітчизняної війни 2-го ступеня. Червоної Зірки, медалями.
Почесний громадянин міста Миколаєва.

## Пам'ять
Меморіальна дошка на згадку про Марка Лисянського встановлена під вікнами квартири поета за адресою Москва, вул. Черняховського, будинок 4 — ЖБК «Московський письменник».
У Миколаєві, на будинку піонерів, по вул. Адміральській, 41, де поет колись займався, встановлено барельєф.
20 липня 2023 року будівля постраждала внаслідок російського ракетного обстрілу.
У школа № 19 міста Миколаєва працює музей-кімната «Пам'яті земляка».